# Car Système
 (novembre 2009).
Si vous disposez d'ouvrages ou d'articles de référence ou si vous connaissez des sites web de qualité traitant du thème abordé ici, merci de compléter l'article en donnant les références utiles à sa vérifiabilité et en les liant à la section « Notes et références ».
Car Système est une entreprise française de transformation d'automobiles. La marque a été fondée par Gérald Maillard et Patrick Faucher à Redon, l'un styliste et l'autre technicien auto-moto. Cette entreprise, fondée en 1981, modifie des Renault 4 et Renault 6 en les transformant en véhicules découvrables, allégés et rehaussés, possédant de bonnes capacités de franchissement. Elle distribue et commercialise aussi des équipements et accessoires pour automobiles. L’aventure a duré 9 ans. L'entreprise est sous la gérance de Yves Rousteau en 1984, maintenant nommée Car Système Style, pour un développement à l’échelle mondiale (France, Italie, Taiwan, Japon, Costa Rica, ..). Ce dernier a rationalisé la fabrication de la JP4, pour pouvoir la fabriquer à grande échelle, puis mis en place avec Gérald et Philippe G. la conception de la super 5 Belle-Ile. L'entreprise ferme ses portes en 1989.

## Production
Entre 1981 et 1989, plusieurs modèles furent fabriqués par cette entreprise.

### JP4
Le premier modèle de Car Système, la JP4 était un véhicule basé sur une Renault 4 d'occasion. La plateforme d'origine fut raccourcie de 27 centimètres, la garde au sol du véhicule fut rehaussée en jouant sur le réglage de chaque barre de torsion avant et arrière, le moteur restant d'origine. Esthétiquement, la voiture a vue son pavillon découpé, la transformant ainsi en cabriolet, avec un arceau permettant de conserver une rigidité suffisante ; le véhicule perdit également ses portières et son hayon, remplacé par un volet s'ouvrant vers le bas ; des extensions en polyester ont habillés les flancs du véhicule.

### JP5 Baja
Contrairement à la JP4, la JP5 Baja était livrée neuve par Car Système, pour un prix de 45 000 francs en 1983, à comparer aux  31 600 francs d'une Renault 4 GTL de la même année. Ce modèle se voulait plus abouti que la JP4 de base ; il présentait quelques modifications comme l'adoption de phares rectangulaires, d'un arceau plus robuste et mieux dessiné, l'usage plus grand de pièces en polyester, et enfin la greffe d'un tableau de bord de R5 GTL.

### JP6
L'équivalent de la JP4, mais cette fois construit sur une base de Renault 6, ce qui permettait, si on optait pour un modèle R6 TL, de disposer cette fois de 45 chevaux réels à la place des 34 chevaux du moteur 1 108 cm3 de la R4 GTL.

### la Frog
La Frog est une JP4 commercialisée par Renault en Italie. 600 exemplaires furent construits en 6 mois, ce qui donna lieu à la mise en conformité avec les normes européennes (comprenant en particulier un crash test à l'UTAC), et la mise en place d'une chaine de montage. À la suite de ce modèle, la JP4 fut distribuée par Renault en France.

### Super 5 Belle-Ile
Il s'agissait de la déclinaison d'un cabriolet dans l'authentique multi-usage, se convertissant facilement en pickup, avec un toit 
avant dur se logeant sous un plancher arrière, et avec une cinématique originale du coffre, permettant le transport d'objets longs qui dépassaient les capacités de la plage arrière de la voiture. Ses sièges étaient en "tissus Jean" avec le dossier dans un tissu plastifié blanc, rappelant les cirés jaunes pour une balade en Bretagne. Sa couleur spécifique de lancement, était bleu marine tendant vers le violet, elle fut aussi proposée en blanc ou rouge. Elle a connu un grand succès au Mondial de l'Automobile 1988 et son carnet de commande totalisa près de 2000 Renault 5 Belle île début 1989. Sa distribution était assurée par Renault, en France. Le lancement en production fut reporté de deux mois, rendant la montée en cadence impossible, en particulier du fait d'un besoin d'embauches et de formation d'importants effectifs de carrossiers dans un court délai. Elle a été finalement produite à environ une centaine d'exemplaires seulement. L'échec de ce lancement d'industrialisation a eu pour conséquence le dépôt de Bilan de Car Système Style. En 1990, sa production a été reprise par le carrossier français Gruau, qui a remplacé le toit dur amovible avant par un toit ouvrant en verre, pour en produire environ 500 exemplaires d'une couleur blanche.